# Rivalité Notre Dame-Purdue

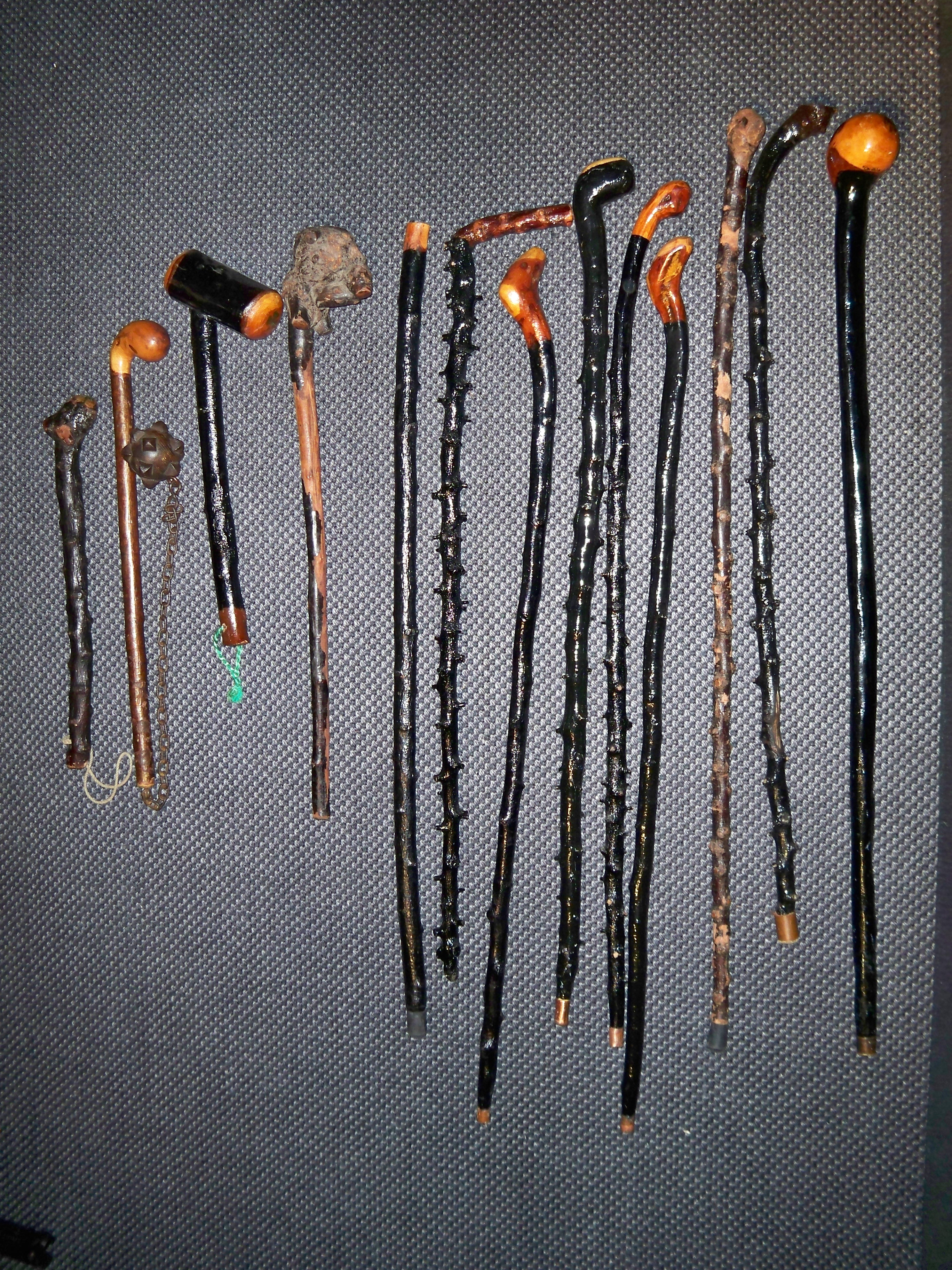
Divers type de Shyllelagh irlandais.

La  Rivalité Notre Dame-Purdue (aussi connue sous la dénomination Battle for the Shillelagh Trophy) est une rivalité dans le football américain universitaire opposant l'équipe du Fighting Irish de l'université de Notre-Dame-du-Lac basée à South Bend dans l'Indiana et l'équipe des Boilermakers de l'université Purdue basée à West Lafayette dans l'Indiana.
La série a débuté en 1896. Arrêtée en 2014, elle a repris en 2021 et redevient annuelle à partir de 2024 jusqu'en 2028.

## Trophée
Le Shillelagh Trophyest un trophée échangé entre Notre Dame et Purdue qui reste détenu par le vainqueur du match avant de le remettre en jeu. Les deux rivaux de l'État de l'Indiana se sont affrontés pour la première fois en 1896. Le match a eu lieu chaque année de 1946 à 2014.
Le trophée, présenté pour la première fois en 1957, représente un shillelagh soit un bâton de marche en bois avec un gros bout en son sommet qui ressemble à un club de golf ou à un gourdin. Il est associé à l'Irlande et son folklore. Il a été offert par Joe McLaughlin, un marin marchand supporter du Fighting Irish qui l'a ramené d'Irlande.

## Palmarès
Le classement des équipes dans les tableaux ci-dessous est celui de l'Associated Press avant la saison 2014 et celui du comité du College Football Playoff depuis 2014.
Les victoires de Notre Dame lors des saisons 2012 et 2013 ont été annulées par la NCAA le 22 novembre 2016, après que la NCAA ait constaté qu'un étudiant-entraîneur avait commis une faute académique envers deux joueurs de football américain et fourni à six autres joueurs des avantages académiques supplémentaires inadmissibles. La NCAA a également rejeté l'appel de Notre Dame le 13 février 2018.
Ces victoires annulées ne sont pas incluses dans les bilans historiques et de série de Notre Dame (voir Wikipedia:WikiProject College football/Vacated victories (en) pour une explication de la façon dont les victoires annulées sont enregistrées),.
| 58 victoires pour Notre Dame   | 26 victoires pour Purdue    | 2 nuls                      | 2 résultats annulés par la NCAA |                             |
| Plus large victoire            | Notre Dame, 66–7 (2024)     | Notre Dame, 66–7 (2024)     | Notre Dame, 66–7 (2024)         | Notre Dame, 66–7 (2024)     |
| Plus longue série de victoires | Notre Dame, 11 (1986–19964  | Notre Dame, 11 (1986–19964  | Notre Dame, 11 (1986–19964      | Notre Dame, 11 (1986–19964  |
| Série en cours sans défaite    | Notre Dame, 7 (depuis 2008) | Notre Dame, 7 (depuis 2008) | Notre Dame, 7 (depuis 2008)     | Notre Dame, 7 (depuis 2008) |
| Trophée (depuis 1957)          | Notre Dame, 39 Purdue, 19   | Notre Dame, 39 Purdue, 19   | Notre Dame, 39 Purdue, 19       | Notre Dame, 39 Purdue, 19   |

| N° | Date              | Lieu           | Vainqueur  | Score |
| -- | ----------------- | -------------- | ---------- | ----- |
| 01 | 14 novembre 1896  | South Bend     | Purdue     | 28–22 |
| 02 | 18 novembre 1899  | West Lafayette | Nul        | 10–10 |
| 03 | 9 novembre 1901   | South Bend     | Notre Dame | 12–06 |
| 04 | 27 novembre 1902  | West Lafayette | Nul        | 06–06 |
| 05 | 24 novembre 1904  | West Lafayette | Purdue     | 36–0  |
| 06 | 24 novembre 1905  | West Lafayette | Purdue     | 32–0  |
| 07 | 3 novembre 1906   | West Lafayette | Notre Dame | 02–0  |
| 08 | 23 novembre 1907  | West Lafayette | Notre Dame | 17–0  |
| 09 | 23 novembre 1918  | West Lafayette | Notre Dame | 26–06 |
| 10 | 22 novembre 1919  | West Lafayette | Notre Dame | 33–13 |
| 11 | 6 novembre 1920   | South Bend     | Notre Dame | 28–0  |
| 12 | 15 octobre 1921   | West Lafayette | Notre Dame | 33–0  |
| 13 | 14 octobre 1922   | West Lafayette | Notre Dame | 20–0  |
| 14 | 3 novembre 1923   | South Bend     | Notre Dame | 34–07 |
| 15 | 11 novembre 1933  | South Bend     | Purdue     | 19–0  |
| 16 | 13 octobre 1934   | South Bend     | Notre Dame | 18–07 |
| 17 | 30 septembre 1939 | South Bend     | Notre Dame | 03–0  |
| 18 | 12 octobre 1946   | South Bend     | Notre Dame | 49–06 |
| 19 | 11 octobre 1947   | West Lafayette | Notre Dame | 49–06 |
| 20 | 25 septembre 1948 | South Bend     | Notre Dame | 28–27 |
| 21 | 8 octobre 1949    | West Lafayette | Notre Dame | 35–12 |
| 22 | 7 octobre 1950    | South Bend     | Purdue     | 35–12 |
| 23 | 27 octobre 1951   | South Bend     | Notre Dame | 30–09 |
| 24 | 18 octobre 1952   | West Lafayette | Notre Dame | 26–14 |
| 25 | 3 octobre 1953    | West Lafayette | Notre Dame | 37–07 |
| 26 | 2 octobre 1954    | South Bend     | Purdue     | 27–14 |
| 27 | 22 octobre 1955   | West Lafayette | Notre Dame | 22–07 |
| 28 | 13 octobre 1956   | South Bend     | Purdue     | 28–14 |
| 29 | 28 septembre 1957 | West Lafayette | Notre Dame | 12–0  |
| 30 | 25 octobre 1958   | South Bend     | Purdue     | 29–22 |
| 31 | 3 octobre 1959    | West Lafayette | Purdue     | 28–07 |
| 32 | 1er octobre 1960  | South Bend     | Purdue     | 51–19 |
| 33 | 7 octobre 1961    | West Lafayette | Notre Dame | 22–20 |
| 34 | 6 octobre 1962    | South Bend     | Purdue     | 24–06 |
| 35 | 5 octobre 1963    | West Lafayette | Purdue     | 07–06 |
| 36 | 3 octobre 1964    | South Bend     | Notre Dame | 34–15 |
| 37 | 25 septembre 1965 | West Lafayette | Purdue     | 25–21 |
| 38 | 24 septembre 1966 | South Bend     | Notre Dame | 26–14 |
| 39 | 30 septembre 1967 | West Lafayette | Purdue     | 28–21 |
| 40 | 28 septembre 1968 | South Bend     | #1 Purdue  | 37–22 |
| 41 | 27 septembre 1969 | West Lafayette | Purdue     | 28–14 |
| 42 | 26 septembre 1970 | South Bend     | Notre Dame | 48–0  |
| 43 | 25 septembre 1971 | West Lafayette | Notre Dame | 08–07 |
| 44 | 30 septembre 1972 | South Bend     | Notre Dame | 35–14 |
| 45 | 29 septembre 1973 | West Lafayette | Notre Dame | 20–07 |

| N° | Date              | Lieu           | Vainqueur  | Score |
| -- | ----------------- | -------------- | ---------- | ----- |
| 46 | 28 septembre 1974 | South Bend     | Purdue     | 31–20 |
| 47 | 20 septembre 1975 | West Lafayette | Notre Dame | 17–0  |
| 48 | 18 septembre 1976 | South Bend     | Notre Dame | 23–0  |
| 49 | 24 septembre 1977 | West Lafayette | Notre Dame | 31–24 |
| 50 | 30 septembre 1978 | South Bend     | Notre Dame | 10–06 |
| 51 | 22 septembre 1979 | West Lafayette | Purdue     | 28–22 |
| 52 | 6 septembre 1980  | South Bend     | Notre Dame | 31–10 |
| 53 | 26 septembre 1981 | West Lafayette | Purdue     | 15–14 |
| 54 | 25 septembre 1982 | South Bend     | Notre Dame | 28–14 |
| 55 | 10 septembre 1983 | West Lafayette | Notre Dame | 52–06 |
| 56 | 8 septembre 1984  | Indianapolis   | Purdue     | 23–21 |
| 57 | 28 septembre 1985 | West Lafayette | Purdue     | 35–17 |
| 58 | 27 septembre 1986 | South Bend     | Notre Dame | 41–09 |
| 59 | 26 septembre 1987 | West Lafayette | Notre Dame | 44–20 |
| 60 | 24 septembre 1988 | South Bend     | Notre Dame | 52–07 |
| 61 | 30 septembre 1989 | West Lafayette | Notre Dame | 40–07 |
| 62 | 29 septembre 1990 | South Bend     | Notre Dame | 37–11 |
| 63 | 28 septembre 1991 | West Lafayette | Notre Dame | 45–20 |
| 64 | 26 septembre 1992 | South Bend     | Notre Dame | 48–0  |
| 65 | 25 septembre 1993 | West Lafayette | Notre Dame | 17–0  |
| 66 | 24 septembre 1994 | South Bend     | Notre Dame | 39–21 |
| 67 | 9 septembre 1995  | West Lafayette | Notre Dame | 35–28 |
| 68 | 14 septembre 1996 | South Bend     | Notre Dame | 35–0  |
| 69 | 13 septembre 1997 | West Lafayette | Purdue     | 28–17 |
| 70 | 26 septembre 1998 | South Bend     | Notre Dame | 31–30 |
| 71 | 11 septembre 1999 | West Lafayette | Purdue     | 28–23 |
| 72 | 16 septembre 2000 | South Bend     | Notre Dame | 23–21 |
| 73 | 1er décembre 2001 | West Lafayette | Notre Dame | 24–18 |
| 74 | 7 septembre 2002  | South Bend     | Notre Dame | 24–17 |
| 75 | 27 septembre 2003 | West Lafayette | Purdue     | 23–10 |
| 76 | 2 octobre 2004    | South Bend     | Purdue     | 41–16 |
| 77 | 1er octobre 2005  | West Lafayette | Notre Dame | 49–28 |
| 78 | 30 septembre 2006 | South Bend     | Notre Dame | 35–21 |
| 79 | 29 septembre 2007 | West Lafayette | Purdue     | 33–19 |
| 80 | 27 septembre 2008 | South Bend     | Notre Dame | 38–21 |
| 81 | 26 septembre 2009 | West Lafayette | Notre Dame | 24–21 |
| 82 | 4 septembre 2010  | South Bend     | Notre Dame | 23–12 |
| 83 | 1er octobre 2011  | West Lafayette | Notre Dame | 38–10 |
| 84 | 8 septembre 2012  | South Bend     | Notre Dame | 20–17 |
| 85 | 14 septembre 2013 | West Lafayette | Notre Dame | 31–24 |
| 86 | 13 septembre 2014 | Indianapolis   | Notre Dame | 30–14 |
| 87 | 18 septembre 2021 | South Bend     | Notre Dame | 27–13 |
| 88 | 14 septembre 2024 | West Lafayette | Notre Dame | 66–07 |

1. ↑  Les victoires de Notre Dame de 2012 ont été annulées par la NCAA[4]
2. ↑  Les victoires de Notre Dame de 2013 ont été annulées par la NCAA[4]

## Articles annexes
- Liste des matchs de rivalité en football américain universitaire de la NCAA